# Метгемоглобін

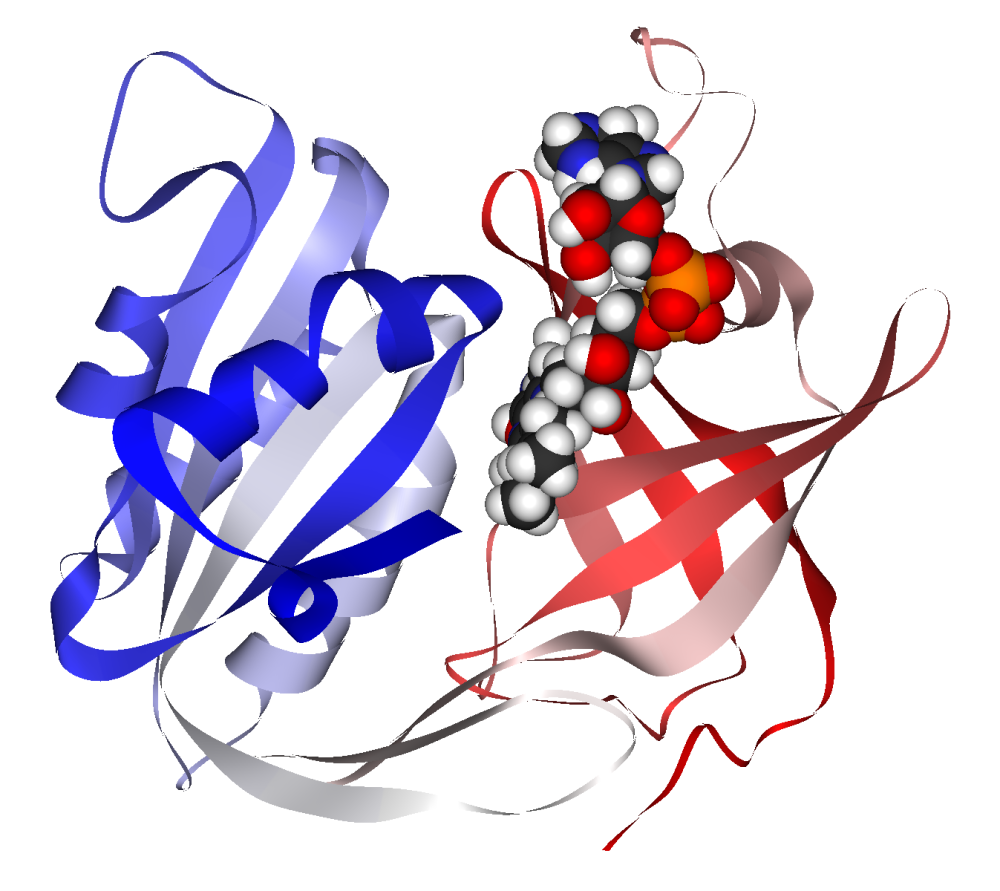
Структура ферменту, який перетворює метгемоглобін на гемоглобін

Метгемоглобін — гемоглобін у формі металопротеїну, в якому залізо в групі гемів знаходиться у стані Fe3+, а не Fe2+ нормального гемоглобіну. Метгемоглобін не може зв'язувати кисень, а це означає, що він не може переносити кисень до тканин. Має синюватий шоколадно-коричневий колір. У крові людини незначна кількість метгемоглобіну, як правило, виробляється спонтанно, але при надлишку метгемоглобіну крові вона стає аномально темною синювато-коричневою. Залежний від НАД фермент метгемоглобінредуктаза (тип діафорази) відповідає за перетворення метгемоглобіну назад у гемоглобін.
Зазвичай від одного до двох відсотків гемоглобіну людини становить метгемоглобін; більший відсоток, ніж цей, може бути генетичним або спричинений впливом різних хімічних речовин і залежно від рівня може спричинити проблеми зі здоров'ям, відомі як метгемоглобінемія. Високий рівень метгемоглобіну, як правило, змушує імпульсний оксиметр зчитувати ближче до 85 % незалежно від справжнього рівня насичення киснем. Аномальне збільшення метгемоглобіну збільшує здатність до зв'язування кисню нормальним гемоглобіном, що призводить до зменшення розвантаження кисню до тканин.

## Поширені причини підвищеного метгемоглобіну
- Знижені клітинні захисні механізми
  - Діти молодші 4 місяців піддаються дії різних екологічних агентів
  - Вагітні жінки вважаються вразливими до впливу високих рівнів нітратів у питній воді[3]
  - Дефіцит цитохрому b5 редуктази
  - Дефіцит G6PD
  - Хвороба гемоглобіну М
  - Дефіцит піруваткінази
- Різні фармацевтичні сполуки
  - Місцеві анестезуючі засоби, особливо прилокаїн та бензокаїн.[4]
  - Аміл нітрит, хлорохін, дапсон, нітрати, нітрити, нітрогліцерин, нітропрусид, фенацетин, феназопіридин, примахін, хінони та сульфаніламіди
- Екологічні агенти
  - Ароматичні аміни (наприклад, пара-нітроанілін, випадок пацієнта)
  - Арсін
  - Хлорбензол
  - Хромати
  - Нітрати / нітрити[5]
- Спадкові розлади
  - Деякі члени сім'ї родини Фугейт у штаті Кентуккі через рецесивний ген мали синю шкіру від надлишку метгемоглобіну.[6]
- У котів
  - Проковтування парацетамолу[7]

## Терапевтичне використання
Амілнітрит вводять для лікування отруєнь ціанідом. Він працює шляхом перетворення гемоглобіну в метгемоглобін, що дозволяє зв'язувати ціанід і утворювати ціанометогемоглобін. Безпосередньою метою утворення цього ціанідного аддукту є запобігання зв'язуванню вільного ціаніду з цитохромом a3 групи в с-оксидазі цитохрому.

## Насичення метгемоглобіном
Метгемоглобін виражається як концентрація або відсоток. Відсоток метгемоглобіну розраховується шляхом ділення концентрації метгемоглобіну на концентрацію загального гемоглобіну. Відсоток метгемоглобіну, ймовірно, є кращим показником тяжкості захворювання, ніж загальна концентрація, оскільки основні захворювання відіграють важливу роль. Наприклад, концентрація метгемоглобіну 1,5 г/дл може представляти 10 % у здоровому пацієнті з вихідним гемоглобіном 15 мг/дл, тоді як наявність тієї ж концентрації 1,5 г/дл метгемоглобіну у анемічного пацієнта із вихідним гемоглобіном 8 г/дл становила би 18,75 %. У першого пацієнта залишається функціональна концентрація гемоглобіну 13,5 г/дл, і він потенційно може залишатися безсимптомним, тоді як у другого пацієнта з функціональною концентрацією гемоглобіну 6,5 г/дл може бути виражена симптоматика з метгемоглобіном менше 20 %.
- 1-2 % в нормі
- Менше 10 % метГб — відсутні симптоми
- 10-20 % метГб — лише зміна кольору шкіри (особливо на слизових оболонках)
- 20-30 % метГб — Тривога, головний біль, задишка при навантаженні
- 30-50 % метГб — втома, сплутаність свідомості, запаморочення, тахіпное, підвищене серцебиття
- 50-70 % метГб — кома, судоми, аритмії, ацидоз
- Більше 70 % метГб — високий ризик смерті[5]

Стан може додатково ускладнюватися зниженою здатністю «функціонального гемоглобіну» виділяти кисень у присутності метгемоглобіну. Анемія, застійна серцева недостатність, хронічна обструктивна хвороба легенів і, по суті, будь-яка патологія, що погіршує здатність доставляти кисень, може погіршити симптоми метгемоглобінемії.